# Британско-израильские отношения
Израильско-британские отношения — настоящие и исторические дипломатические двусторонние политические, культурные, экономические, военные и другие связи между Великобританией и Израилем. Великобритания имеет посольство в Тель-Авиве и консульство в Эйлате; а также генеральное консульство в Иерусалиме, которое представляет Британию в этом городе и на палестинских территориях. У Израиля есть посольство и консульство в Лондоне.

## История

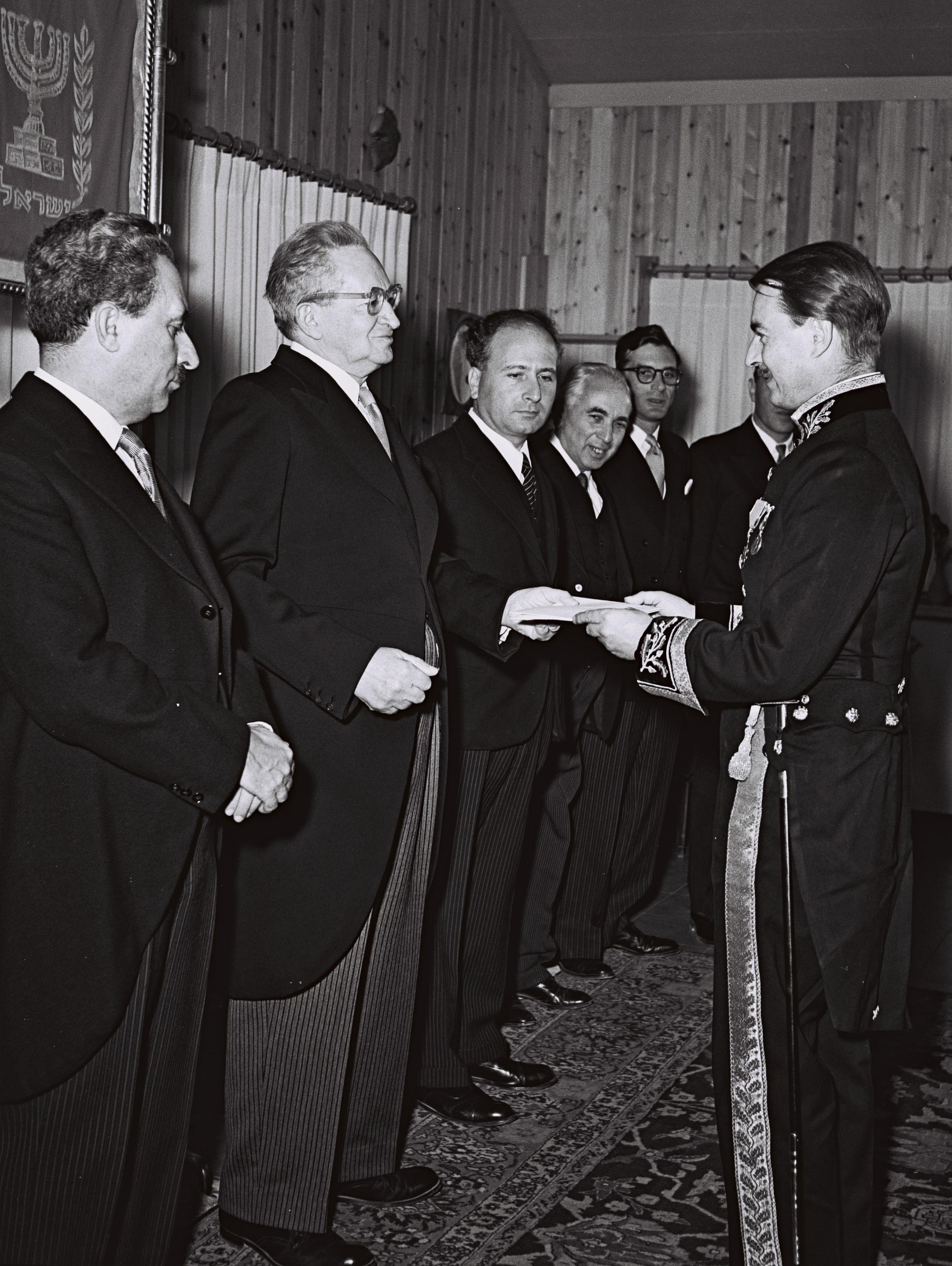
Посол Великобритании в Израиле Джон Николлс вручает верительные грамоты президенту Ицхаку Бен-Цви, 1954 год

Британия захватила Палестину у Османской империи во время Синайско-Палестинской кампании во время Первой мировой войны. Тесное сотрудничество между Британией и Ишувом, зарождающимся догосударственным еврейским обществом в Палестине, развивалось в то время, как британцы получали разведданные от Нили еврейской шпионской сети, которая помогла британским силам в завоевании Палестины. Кроме того, более 5 000 евреев из различных стран служили в Еврейском легионе британской армии, который сражался при Галлиполи и во время Палестинской кампании, хотя некоторые палестинские евреи также служили в османской армии. В 1917 году Британия выпустила про-сионистскую Декларацию Бальфура, которая призывала к основанию национального дома для еврейского населения в Палестине. Через шесть недель после этого, британские войска завершили Палестинскую кампанию, вытеснив османскую армию из Иерусалима под предводительством генерала Алленби. Тогда же британцы взяли под свой контроль Палестину. Под британским военным управлением было возобновлено сионистское движение. В 1920 году британцы установили свою власть в соответствии с Мандатом в Палестине, выданным Лигой Наций, который был подтверждён соглашением в Сан-Ремо в 1922 году. Верховный комиссар был назначен с предписаниями позволять евреям строить их национальный дом. Британское правление в подмандатной Палестине длилось 21 год; Лига Наций выдала мандат изначально на правление на территории по обоим берегам реки Иордан, хотя Трансиордания была отделена от Британской Палестины.
В 1937 году комиссия Пила представила план по созданию еврейского и арабского государства на территории подмандатной Палестины. После того, как арабы отвергли этот план, британский окружной комиссар в Галилее Льюис Йелланд Эндрюс был убит арабским стрелком в Назарете.
В феврале 1947 года британское правительство, потеряв желание поддерживать свою власть в Палестине, и уже приняв решение уйти из Индии, объявило, что передаёт свой мандат обратно Лиге Наций. Британский мандат был отменён, а резолюция Генассамблеи ООН утвердила создание Государства Израиль. Конфликт с повстанцами продолжался до тех пор, пока последний британский солдат не покинул Палестину. В конце апреля 1948 года британские войска вступили в небольшое сражение с сионистскими ополченцами близ Яффо, временно предотвратив захват города евреями, но не сумев изгнать ополченцев из Менашии.
Британо-израильские отношения улучшились во время Суэцкого кризиса в 1956 году. В 1956 году Египет закрыл Суэцкий канал для кораблей, связанных с Израилем, одновременно поощряя насильственные террористические атаки на Израиль через контролируемую Египтом Газу. В ноябре 1956 года Британия, Франция и Израиль атаковали Египет. Это ознаменовало период, когда израильско-британские отношения находились в апогее. В 1950-х и 1960-х Британия была настроена про-арабски, поддерживая связи с Иорданией и государствами Залива.
В 1975 году Великобритания голосовала против движения в ООН, приравнивавшего сионизм к расизму.
В 1980-х годах израильско-британские отношения были напряжёнными. Во время Первой ливанской войны (1982) Британия ввела эмбарго на поставки оружия в Израиль, которое сняла только в 1994 году. Утверждается, что во время Фолклендской войны (1982) Израиль снабжал оружием Аргентину, после того, как премьер-министр Менахем Бегин лично приказал доставить военное оборудование по воздуху, чтобы отомстить за казнь своего друга Дова Грунера во времена Британского мандата в Палестине.
В 1980-е годы случилось два дипломатических инцидента с участием израильской разведки Моссад. Первый дипломатический инцидент случился в 1986 году, когда в телефонной будке в Западной Германии была обнаружена сумка с 8 поддельными британскими паспортами работы Моссада, и предназначались для израильского посольства в Лондоне, для использования в тайных операциях за рубежом. Британское правительство в ярости потребовало от Израиля пообещать никогда более не подделывать британские паспорта, что и было сделано. В 1988 году два израильских дипломата из отделения Моссада при израильским посольстве в Лондоне были выдворены из страны, а отделение Моссада закрыто после того, как стало известно, что живущий в Лондоне палестинец по имени Исмаил Соуан, был завербован как двойной агент для проникновения в ряды ООП.
На открытии 38-й сессии Совета ООН по правам человека глава МИДа Великобритании Борис Джонсон потребовал убрать из устава § 7, посвященный исключительно «нарушению прав человека на Западном берегу и в секторе Газа». Джонсон заявил, что если параграф не будет убран, Соединённое Королевство будет автоматически голосовать против любой резолюции, выдвинутой на его основании.
25 июня 2018 года впервые в истории член королевской семьи Великобритании принц Уильям посетил Израиль с официальным трёхдневным визитом. Он провёл переговоры с главой правительства Нетаньяху, посетил мемориальный комплекс Яд ва-Шем, посетил могилу своей прабабушки принцессы Алисы Греческой, которая похоронена в Иерусалиме.
Лиам Фокс, министр торговли в правительстве Её Величества, посетил Израиль в ноябре 2018 года для обсуждения условий коммерческих отношений между двумя странами после выхода Великобритании из состава ЕС в 2019 году. На встречах с израильским премьером Нетаньяху, а также с руководителями крупных израильских корпораций и хайтек-компаний министр Фокс обсудил подписание новых двусторонних соглашений (в первую очередь — о свободной торговле), поскольку до выхода Великобритании из ЕС действуют общие соглашения «Израиль-ЕС», а с непосредственно с Великобританией у Израиля нет дополнительных соглашений. Годовой оборот между двумя странами оценивается в $9–9,5 млн в год.
3 марта 2019 года состоялся телефонный разговор между главами правительств двух стран. Израильский премьер Нетаньяху поблагодарил Терезу Мэй за признание «Хизбаллы» террористической организацией и высказал надежду, что другие страны последуют её примеру.
В марте 2019 года Великобритания (в лице главы МИДа Джереми Ханта) совместно с Данией, Австрией и Австралией заявила, что будет голосовать против всех осуждающих Израиль резолюций, рассматриваемых в рамках 7-й части повестки дня Совета ООН по правам человека.

## Сотрудничество в военной сфере
В 2015 году объём экспорта британских вооружений в Израиль составил 20 млн фунтов, в 2016 году — 86 млн фунтов, в 2017 году — 221 млн фунтов. В 2018 году Израиль стал восьмым по объёму рынком сбыта британских вооружений. Из Великобритании в Израиль экспортируются прицелы, ракеты, боеприпасы для стрелкового оружия, средства наведения, оборудование для артиллерийских систем, щиты для полицейских и т. д.

## Отношения в области культуры и образования
Организация по британо-израильскому исследовательскому и академическому обмену (BIRAX) была основана в 2008 году для улучшения академического сотрудничества между университетами в двух странах. BIRAX, созданная Британским Советом в Израиле в сотрудничестве с Pears Foundation, объединяет израильских и британских учёных путём финансирования совместных исследовательских проектов. В ноябре 2010 года десять британо-израильских проектов были отобраны для получения финансирования BIRAX. Министр иностранных дел Великобритании Уильям Хейг объявил об учреждении британо-израильского естественнонаучного совета для дальнейшего научного сотрудничества между двумя странами. Британо-израильская схема обучения искусствам (BI ARTS) была основана для улучшения связей между артистами двух стран.
В 2013 году Раймонд Двек был приставлен к награде Командора Ордена Британской империи (CBE) в ежегодном новогоднем награждении за развитие британо-израильского научного сотрудничества.
В июне 2018 года британский министр науки Сэм Гьима прибыл в Израиль с официальным визитом. Вместе с израильским министром промышленности и торговли Эли Коэном он подписал соглашение о сотрудничестве в сфере инноваций, разработок искусственного интеллекта и борьбы со старением. В рамках подписанных договоров каждая из сторон будет ежегодно выделять по 2 млн фунтов на развитие совместных программ в этих сферах. Кроме того, было объявлено о запуске новой программы британско-израильского исследовательского и академического обмена.

## Экономическое сотрудничество
В январе 2019 года оба государства закончили работу по подготовке нового соглашения о свободной торговле, которое должно вступить в силу после выхода Великобритании из состава ЕС. Министр экономики Израиля Эли Коэн, объявляя о подписании соглашения, заявил, что товарооборот между двумя странами превысил 10 млрд долл. США. В этом же месяце было подписано и новое налоговое соглашение, впервые подписанное в 1962 году и обновлённое в 1970 — оно облегчает инвестиции израильских компаний в экономику Великобритании и наоборот. Итоговое соглашение о свободной торговле было подписано в феврале 2019 года в Тель-Авиве между министром экономики Израиля Эли Коэн и его британским коллегой Лиамом Фоксом. Великобритания является крупнейшим торговым партнёром Израиля в Европе с торговым оборотом 11 млрд долл. США в год.